# Restorativní justice
Restorativní justice (také obnovující justice nebo obnovující spravedlnost) je koncept trestního soudnictví, který se zaměřuje spíše na obnovení (anglicky restoration) poměrů než na represi. V tomto konceptu ustupuje zájem na potrestání pachatele do pozadí, naopak je upřednostňováno aktivní zapojení obětí trestných činů do řízení. Je na ně brán větší ohled, jsou zdůrazňována jejich práva a zároveň je zde přítomna snaha o kompenzaci jim způsobené újmy. Pachatelům se usnadňuje rozhodnutí převzít odpovědnost za své činy, napravit škody a obětem dát satisfakci za způsobenou újmu.
Dalším z cílů restorativní justice je změna klasického pohledu společnosti na řešení následků trestné činnosti. Jde o odchylný koncept od klasického konceptu trestající (retributivní) justice, naopak jde o koncept, hnutí a moderní vizi trestněprávní politiky, která říká, že trestný čin primárně nenarušuje jen právní normy, ale též způsobuje újmu a narušuje mezilidské vztahy.

## Definice Howarda Zehra
Definice Howarda Zehra, amerického kriminalisty, jenž je považován za průkopníka moderního pojetí restorativní justice, popisuje tuto justici jako proces, jenž v „maximální možné míře zapojuje všechny, kterých se daná činnost dotkla. Restorativní justice usiluje o maximální možnou míru uzdravení a obnovu trestným činem narušených vztahů a za tímto účelem účastníkům umožňuje společně identifikovat způsobené újmy a vzniklé potřeby a od nich se odvíjející povinnosti a závazky“.
Howard Zehr formuloval na počátku 90. let 20. století tyto otázky:
- Kdo byl poškozen/dotčen?
- Jaké jsou jeho/její potřeby?
- Pro koho z dané události vyplývají povinnosti a závazky?
- Koho se daná situace dotýká (kdo je do ní zapojen)?
- Jaké jsou příčiny dané situace?
- Jakou formou je vhodné zapojit jednotlivé účastníky do procesu řešení a obnovy narušených lidských vztahů?

Tyto otázky bychom si dle Zehra měli klást pravidelně, jelikož restorativní justici nelze chápat jako striktní návod k použití. Měli bychom ji vnímat spíše jako princip, který je citlivě aplikován pro každý jednotlivý případ. Pokud tedy budeme vycházet z výše uvedených otázek, tak se restorativní justice stává přístupem aplikovatelným v širokém spektru situací. Tato sada otázek nám také může pomoci přehodnotit situace v odlišném kontextu, než jaký vytváří trestní justice.

## Doporučení Rady Evropy o restorativní justici v trestních věcech
V tomto dokumentu Rady Evropy, zveřejněném 6. října 2018, jsou zmiňovány základní principy pro restorativní justici. Takovými principy jsou:
- princip participace účastníků a stran
- princip náhrady újmy obětem
- dobrovolnost, koná se pouze při souhlasu zúčastněných stran
- dialog
- spravedlivá péče o potřeby a zájmy zúčastněných
- procedurální rovnost
- kolektivní, na konsenzu založená dohoda
- zaměření se na odškodnění
- reintegrace a dosažení vzájemného pochopení
- vyhnutí se dominanci

## Restorativní justice v českém trestním právu
Využívány jsou tzv. restorativní programy, které zahrnují probaci a mediaci. V samotném trestním řízení je pak umožněno trestní stíhání podmíněně na určitou zkušební dobu zastavit, pokud se obviněný přizná a nahradí způsobenou škodu, anebo je především zastavit úplně, pokud obviněný s poškozeným uzavře tzv. narovnání. Obětem je možno za určitých podmínek i ze strany státu finančně přispět. A v oblasti trestů lze za projev restorativní justice vnímat trest obecně prospěšných prací.

## Restorativní justice ve vězeňském prostředí ČR – projekty a programy

### Program Building Bridges
Tento restorativní program funguje od roku 2014 a trvá 8 týdnů (několik cyklů). Je založený na restorativním dialogu oběti a pachatele ve skupině čítající dvanáct účastníků (6+6). Celý dialog je pod dozorem facilitátorů. Účastníci diskutují o různých tématech zahrnující například přijetí odpovědnosti za spáchaný čin či debatují o možném odpuštění. Po celou dobu se skupina snaží si navzájem sdělit své pocity a vzájemně se pochopit – řeší například, proč se trestný čin vůbec stal. V roce 2016 dostal tento program akreditaci od Ministerstva spravedlnosti a dodnes opakovaně probíhá napříč věznicemi v České republice.

### Projekt Křehká šance II
Tento projekt probíhal mezi roky 2016 – 2020 a skládal se z několika aktivit:

##### Komise pro podmíněné propuštění
Je založena na parolovém slyšení, během kterého se zjišťuje a hodnotí, jak pachatel vnímá svůj trestný čin, zdali se změnil jeho postoj a došlo k přijetí zodpovědnosti. Posuzují se i kroky směřující k nápravě a rozhoduje se, zdali je vhodné odsouzeného propustit zpět do společnosti. Oběti mají možnost se vyjádřit k trestnému činu a jeho dopadům na jejich život.

##### Program Vnímám i Tebe (VIT)
V rámci tohoto programu se postupně pachatel vede k přijímání větší odpovědnosti za své činy a jednání, zvýšení jeho empatie vůči oběti a klade se zde důraz na to, aby si odsouzený uvědomil následky svého trestného jednání. Díky programu se snižuje pravděpodobnost recidivy trestného chování pachatele po propuštění. VIT má 13 setkání, probíhá skupinově a pracuje se v rámci něj i s videonahrávkami výpovědí obětí ze skutečných případů.

##### Rozvoj restorativní praxe
Přes restorativního pracovníka dochází k propojení věznice s organizacemi, které pracují s odsouzenými či propuštěnými a k propojení s místní komunitou. Cílem je, aby došlo k co nejsnazší reintegraci odsouzených resp. propuštěných zpět do společnosti.
Některé aktivity z toho projektu nadále (k roku 2023) probíhají.

### Program PARDON
Tento program je zaměřený na odsouzené v oblasti dopravy (dopravní nehody, trestný čin pod vlivem návykové látky v rámci dopravy). Hlavním úkolem, resp. cílem tohoto programu, je prevence recidivy problémového chování řidiče. Program je zaměřený na osvojení si chování, které je nutné pro bezpečné řízení. Odsouzený za dobu programu podstoupí řadu aktivit zaměřených na změnu svého dosavadního postoje k řízení vozidel. Mezi tyto aktivity patří například rozbory konkrétních situací a diskuze. Program probíhá skupinově.

### Další
Mezi další programy a projekty patří například:
- Program FEDDO zaměřený na ženy, které byly odsouzené za násilné či sexuálně motivované činy na dětech.
- Antiagresivní trénink s hlavním zaměřením na domácí násilí a zvládání vzteku.